# Des de París amb amor
Des de París amb amor (títol original en anglès, From Paris with Love) és una pel·lícula d'acció francesa, dirigida per Pierre Morel segons un guió de Luc Besson i Adi Hasak, estrenada el 2010.

## Argument
James Reese és ajudant personal a l'Ambaixada dels Estats Units a França a París. Fa de vegades petits serveis a les Forces Especials. Però no se li confien més que petites missions. Fins al dia en què s'organitza una cimera internacional. James ha de col·laborar llavors amb Charlie Wax, un agent de l'FBI que ha d'anar a buscar a l'aeroport. James descobreix llavors els mètodes "durs" de Wax. La seva missió no serà de tot descans...

## Repartiment
- John Travolta: l'agent de l'FBI, Charlie Wax
- Jonathan Rhys-Meyers: James Reese/Richard Stevens
- Richard Durden: Ambaixador Bennington
- Kasia Smutniak: Carolyn
- Amber Rose Revah: Nichole
- Bing Yin: M.Wong
- Éric Godon: el ministre d'exteriors
- Francois Bredon: el gros dur
- Chems Dahmani: Rashid
- Sami Darr: el proxeneta pakistanès
- Melissa Mars: la prostituta de Wax
- Julien Hagnery: el cap del grup xinès
- Mostéfa Stiti: Dir yasin
- Frédéric Chau: el servent xinès
- Rebecca Dayan: l'ajudant del ministre d'exteriors
- Michaël Vander-Meiren: l'agent de seguretat de l'aeroport
- Didier Constant: el duaner
- Alexandra Boyd: la cap de la delegació
- Farid Elouardi: el conductor barbut
- Mike Powers: agent de seguretat de l'ambaixada
- Stephen Shagov: agent de seguretat de l'ambaixada
- Jeffrey Braco :agent de seguretat de l'ambaixada
- Nick Loren: el cap de seguretat
- Joaquim Almeria: l'home al vestuari 1
- David Gasman: el turista alemany/la veu
- Yin Hang: la prostituta asiàtica
- Tam Solo: el pakistanès suïcida
- Kelly Preston: dona a la Torre Eiffel (no surt als crèdits)

## Al voltant de la pel·lícula
- El rodatge, d'una durada total de 12 setmanes, va debutar per una primera setmana a la rodalia d'Annecy, i va seguir a París i a la regió parisenca les 11 setmanes següents.
- La pel·lícula hauria hagut d'haver estat rodada en part a Montfermeil. Les explosions de cotxes estaven previstes. Tanmateix, un cert nombre d'incidents van qüestionar-ne el rodatge. La pel·lícula va estar rodada a la ciutat de Poissy (78).
- El títol és una al·lusió a James Bond:  Des de Rússia amb amor .
- Enmig de la pel·lícula John Travolta menja una hamburguesa "Royal Cheese". Es tracta d'una al·lusió a la pel·lícula Pulp Fiction.